# Clos des Poètes
Pour les articles homonymes, voir Rue des Poètes.
Le clos des Poètes (en néerlandais : Dichtersgaarde) est un clos bruxellois de la commune de Schaerbeek accessible par la locale du boulevard Léopold III.
La numérotation des habitations va de 1 à 5 de manière continue.
Ce clos honore les très nombreux poètes qui ont séjourné à Schaerbeek et tout spécialement ceux qui n’ont pas donné leur nom à une rue. Il fait partie du quartier des Jardins.